# 甘青微孔草
甘青微孔草（学名：Microula pseudotrichocarpa）为紫草科微孔草属的植物，为中国的特有植物。分布在中国大陆的青海、西藏、甘肃、四川等地，生长于海拔2,200米至4,500米的地区，常生长在高山草地，目前尚未由人工引种栽培。

## 异名
- Microula pseudotrichocarpa W. T. Wang var. grandiflora W. T. Wang